# Okręg wyborczy Frankfurt (Oder) – Oder-Spree

Okręg wyborczy na mapie Brandenburgii

Bundestagswahlkreis Frankfurt (Oder) – Oder-Spree – jeden z okręgów wyborczych w Brandenburgii w wyborach do Bundestagu (2005: okręg wyborczy nr 63, 2009: okręg wyborczy nr 64).
Okręg istnieje w takim kształcie od reformy w 2002, kiedy to zredukowano liczbę okręgów z Brandenburgii z 12 do 10. Obejmuje miasto Frankfurt nad Odrą i powiat Oder-Spree.
W 2009 uprawnionych do głosowania w okręgu było 208.525 obywateli. Frekwencja wyniosła 66,8%.

## Wybory 2009
Wyniki wyborów do Bundestagu w 2009 w okręgu Frankfurt (Oder) – Oder-Spree:
| Kandydat bezpośredni | Partia                | Głosy pierwsze w % | Głosy drugie w % |
| -------------------- | --------------------- | ------------------ | ---------------- |
| Thomas Nord          | Die Linke             | 32,3               | 31,4             |
| Jörg Vogelsänger     | SPD                   | 28,5               | 24,1             |
| Christian Römhild    | CDU                   | 22,4               | 22,5             |
| Rolf Offermann       | FDP                   | 7,5                | 8,9              |
| Annalena Baerbock    | Bündnis 90/Die Grünen | 5,6                | 5,5              |
| Klaus Beier          | NPD                   | 3,7                | 2,8              |
| –                    | Piraten               | –                  | 2,5              |
| –                    | DVU                   | –                  | 0,8              |
| –                    | MLPD                  | –                  | 0,2              |
| –                    | FWD                   | –                  | 0,8              |

## Dotychczasowi deputowani
Bezpośredni deputowani z okręgu Frankfurt (Oder) – Oder-Spree ew. Frankfurt (Oder) – Eisenhüttenstadt – Beeskow:
| Rok  | Nazwisko         | Partia    | Głosy pierwsze w % |
| ---- | ---------------- | --------- | ------------------ |
| 2009 | Thomas Nord      | Die Linke | 32,3               |
| 2005 | Jörg Vogelsänger | SPD       | 35,5               |
| 2002 | Jörg Vogelsänger | SPD       | 43,9               |
| 1998 | Winfried Mante   | SPD       | 43,5               |
| 1994 | Winfried Mante   | SPD       | 42,4               |